# 上橋菜穗子
上橋菜穗子（1962年7月15日—）為日本東京都出生的兒童文學作家、奇幻小說作家、SF作家、文化人類學者。

## 生涯
她於立教大學文學部畢業並修畢博士課程。擔任過女子營養大學助理、武藏野女子短期大學講師和川村学園女子大学講師，現為川村學園女子大學的教授。
上橋菜穗子代表作為守護者系列，獲獎無數，包括野間兒童文藝新人獎（1996年、講談社），產經兒童出版文化獎「日本放送賞」（1997年，富士產經集團），巖谷小波獎等，《狐笛的彼方》亦獲得野間兒童文藝獎和產經兒童出版文化獎「推薦」（2004年），2014年更獲頒國際安徒生文學獎，是第4位得到此獎的日本人。

## 家族
上橋菜穗子的父亲是西方画家上橋薫。

## 著作列表
- 精靈之木（1989年＝平成元年）
- 神哪，在月之森裡睡吧（1991年）
- 隔壁的原住民 生活在小鎮的先住民（2000年＝平成12年）
- 狐笛的彼方（2003年）

### 守護者系列・旅人系列
- 精靈守護者（1996年）

2006年8月NHK-FM播出短篇廣播劇，2007年4月廣播劇重播。2007年4月開始由NHK-BS2改编為動畫。
- 闇之守護者（1999年）

2007年4月NHK-FM播出短篇廣播劇。
- 夢之守護者（2000年）
- 虛空的旅人（2001年）
- 神之守護者 來訪篇（2003年）
- 神之守護者 回歸篇（2003年）
- 蒼路的旅人（2005年）
- 天與地的守護者 羅塔王國編（2006年）
- 天與地的守護者 岡巴魯王國編（2007年）
- 天與地的守護者 新龍勾皇國編（2007年）
- 流浪行者(外傳)（2007年）
- 炎路行者(外傳)（2012年）
- 風與行者(外傳)（2018年）

### 獸之奏者
動畫版在2009年1月於NHK教育頻道開始播放。
漫畫版由武本系會（《未來少年》、《少年名偵探WHO-透明人事件》）於2008年10月25日起在《月刊少年sirius》上連載。
- I 鬥蛇篇（2006年）
- II 王獸篇（2006年）
- III 探求篇（2009年）
- IV 完結篇（2009年）
- 外傳 剎那（2010年）

### 鹿王
- 鹿王（上）：倖存者（2014年）
- 鹿王（下）：回歸者（2014年）
- 外傳 水底的橋（2019年）

### 香君/闻香少女爱伊莎
- 香君（上）：來自西方的少女（2022年）
- 香君（下）：漫漫長路（2022年）

## 関連項目
- 儿童文学
- 產經兒童出版文化獎
- 產經新聞

## 外部連結
- 上橋菜穂子 公式サイト 「木漏れ陽のもとで」 （页面存档备份，存于）上橋菜穗子公式网站（日语）（日語）
- 上橋菜穂子 公式ブログ （页面存档备份，存于）上橋菜穗子公式網誌（日语）（日語）
- 偕成社守護者系列專頁 （页面存档备份，存于）（日語）
- 作家的讀書道 （页面存档备份，存于）（日語）